# Bataille de Rivoli (1797)
Pour les articles homonymes, voir Bataille de Rivoli.
Première Coalition
Batailles
La bataille de Rivoli a eu lieu les 13 et 14 janvier 1797 (24 et 25 nivôse an V) aux environs de Rivoli Veronese dans le Nord de l'Italie, entre l'armée française et l'armée autrichienne pendant la première campagne d'Italie. Elle s’inscrit dans la suite de batailles livrées pendant le siège de Mantoue, mené par l’armée d'Italie du général français Bonaparte et les armées autrichiennes envoyées pour y mettre fin.

## Prélude
Après la victoire d'Arcole, le général autrichien Josef Alvinczy, trouvant que cette dernière victoire de Bonaparte avait été chanceuse alors que les effectifs français étaient bien inférieurs aux siens (19 000 Autrichiens et moins de 13 000 Français), décide d'attaquer pour soulager Mantoue assiégée.
Chargée de surveiller la vallée de la Brenta, les 3 500 hommes de la brigade Mittrowsky ne participent pas à la bataille.
Bonaparte a déployé ses troupes le long de l'Adige à moins de trois jours de marche de la région de Mantoue, Rivoli et Vérone.
Barthélemy Joubert, bloque la vallée de l'Adige au Nord, à hauteur de Ferrara di Monte Baldo et Rivoli. 
André Masséna protège Vérone, et Pierre Augereau surveille l'Adige à l'est à hauteur de Legnago.
Gabriel-Venance Rey reste en réserve au sud du Lac de Garde.
Début janvier 1797 quelques mouvements de troupes par Adam Bajalics von Bajahaza  autour de Verone, et par Giovanni Provera à Legnago ne sont que des diversions créées par Josef Alvinczy,  alors que l'attaque principale se fera au Nord que tient Barthélemy Joubert.

## Déroulement
Alvinczy, avec 28 000 hommes, attaque Barthélemy Joubert à la tête de 10 000 hommes, le 12 janvier 1797. Ce dernier se replie sur le plateau de Rivoli où il est rejoint par Louis-Alexandre Berthier et par Bonaparte à 2 heures du matin le 13 janvier.
On comprend que le général autrichien a fait l'erreur de diviser ses forces. Voulant prendre en tenaille Barthélemy Joubert, le Général Alvinczy avait détaché Franz Joseph de Lusignan sur son flanc droit le long du Monte Baldo oubliant la glace et la neige qui couvrent cette chaine de montagnes en hiver. En proie à des difficultés quasi insurmontables Franz Joseph de Lusignan ne sera d'aucune aide à Rivoli.
Joubert reçoit l'ordre de reprendre la chapelle de San Marco, et il attaque à 4 heures du matin.
Mais les Français du corps de Joubert sont presque défaits, quand vers dix heures, après douze heures d'une marche forcée, la division d'André Masséna arrive sur le champ de bataille et change le cours des événements. Sur l'aile gauche autrichienne, avec en outre les 2 000 hommes de la 32e demi-brigade, Liptay est à nouveau repoussé.
Pendant ce temps, les autres colonnes autrichiennes ont avancé et apparaissent à leur tour sur les lieux du combat. Pour autant, épuisés par des combats commencés à l'aube, et alors que leurs troupes ne sont pas encore toutes arrivées, menacées sur leurs arrières par l'arrivée des troupes du général Gabriel-Venance Rey (3 000 hommes), l'aile gauche autrichienne est rapidement repoussée. Bonaparte lançant ses réserves dans le combat, le recul de l'aile gauche autrichienne se transforme en déroute. Les Autrichiens, paniqués par les tirs venant des hauteurs et par l'explosion de deux de leurs caissons d'artillerie, s'enfuient.
Les troupes françaises se concentrent alors contre le centre autrichien qui cède vers midi.
L'aile droite autrichienne se trouve alors relativement isolée et mal préparée à lutter contre une grande partie du dispositif français. Les Autrichiens se rendent alors massivement.

## Conséquences
Bonaparte est libre d'achever le siège de Mantoue, qui capitule le 2 février.
Anecdote : Napoléon appellera Masséna, qui a fait 148 km en deux jours, l'enfant chéri de la victoire. Il dira même mieux que les légions de César[pas clair]. Sous l'Empire, le 24 avril 1808, Masséna recevra le titre de duc de Rivoli, en souvenir de son action lors de cette bataille.

## Dans la littérature
- Dans Le Médecin de campagne d'Honoré de Balzac, l'ex-fantassin Goguelat fait le récit de la campagne d'Italie et cite toutes les batailles : « Nous étions trente mille va-nu-pieds contre quatre-vingt mille fendants d'Allemands, tous beaux hommes, bien garnis, que je vois encore. Alors Napoléon, qui n'était encore que Bonaparte, nous souffle je ne sais quoi dans le ventre. Et l'on marche la nuit, et l'on marche le jour, l'on te les tape à Montenotte, on court les rosser à Rivoli, Lodi, Arcole, Millesimo, et on ne te les lâche pas. Le soldat prend goût à être vainqueur[2]. »

## Commémoration
La rue de Rivoli à Paris rappelle le souvenir de cette bataille.

## Jeux de simulations historiques
- Rivoli 1797, de Frédéric Bey et Marc Brandsma (série Jours de Gloire, Vae Victis, no 18, 1997).